# Won Yun-jong
Won Yun-jong (Seul, 17 giugno 1985) è un bobbista sudcoreano, medaglia d'argento olimpica nel bob a quattro a Pyeongchang 2018 nonché vincitore della Coppa del Mondo 2015/16 nel bob a due; è l'unico atleta asiatico nella storia del bob a essersi aggiudicato medaglie e trofei importanti.

## Biografia
Compete dal 2010 come pilota per la squadra nazionale coreana. Debuttò in Coppa Nordamericana a novembre del 2010 disputando la sua miglior stagione nel 2013/14 quando vinse la classifica generale sia nel bob a due che nella combinata e terminò al secondo posto finale nel bob a quattro. Partecipò anche ad alcune gare di Coppa Europa dal 2013/14.

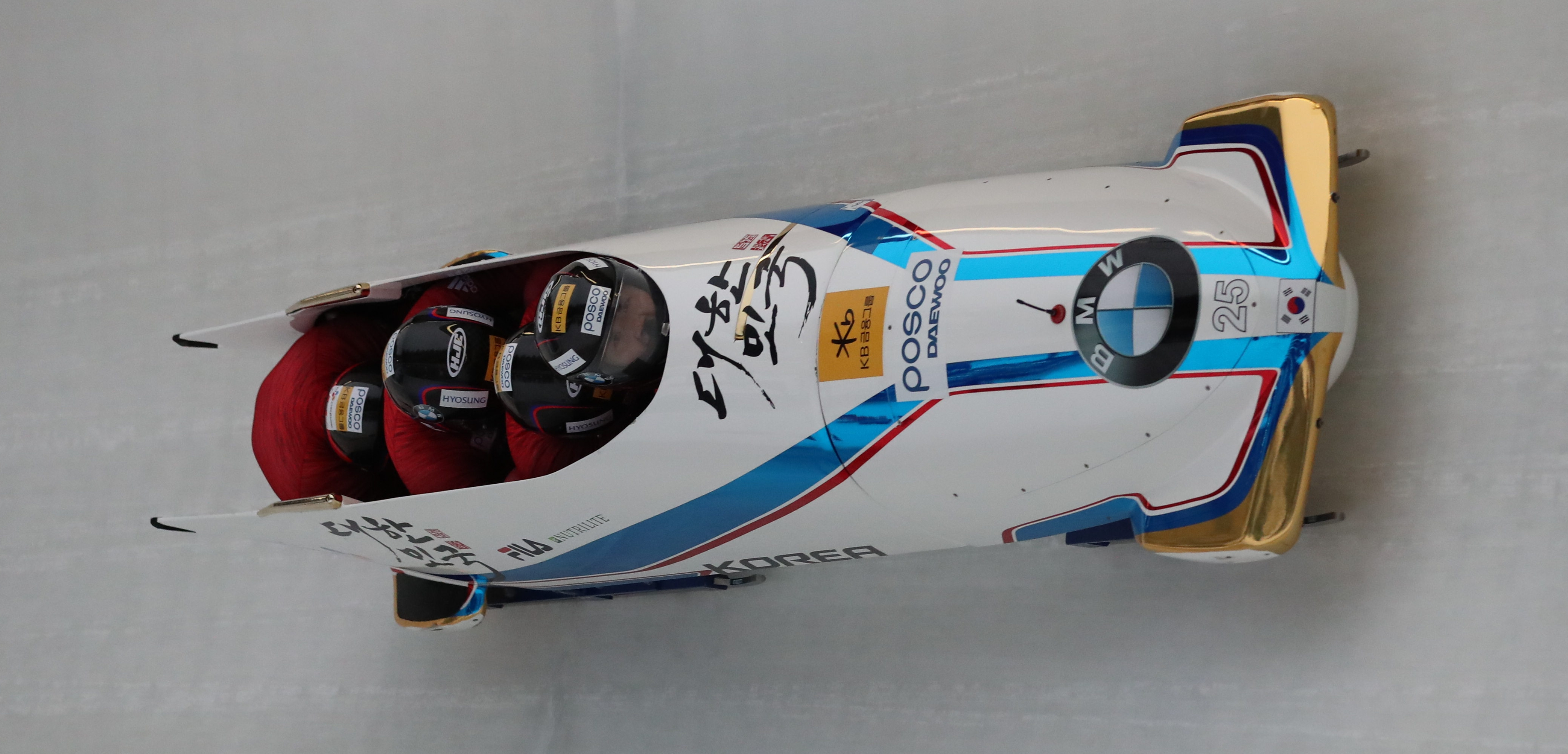
Won Yun-jong alla guida del bob a quattro ad Altenberg nel 2019, durante la terza tappa della 2018/19

Esordì in Coppa del Mondo in qualità di frenatore all'avvio della stagione 2010/11, il 12 dicembre 2010 a Park City, dove fu sedicesimo nel bob a quattro pilotato da Kang Kwang-bae. Passò al ruolo di pilota il mese successivo, a gennaio 2011, esordendo però nella nuova veste in Coppa nel febbraio 2012 a Whistler (13º nel bob a quattro). Ottenne il suo primo podio il 28 novembre 2015 ad Altenberg nel bob a due e la sua prima vittoria a Whistler il 22 gennaio 2016, sempre nella specialità a due e in coppia con Seo Young-woo, ripetendosi poi a fine stagione nella gara di Schönau am Königssee; tali risultati, sommati ad altri podi ottenuti durante l'annata 2015/16, gli permisero di aggiudicarsi la Coppa di bob a due divenendo quindi il primo bobbista asiatico ad affermarsi in questa classifica.

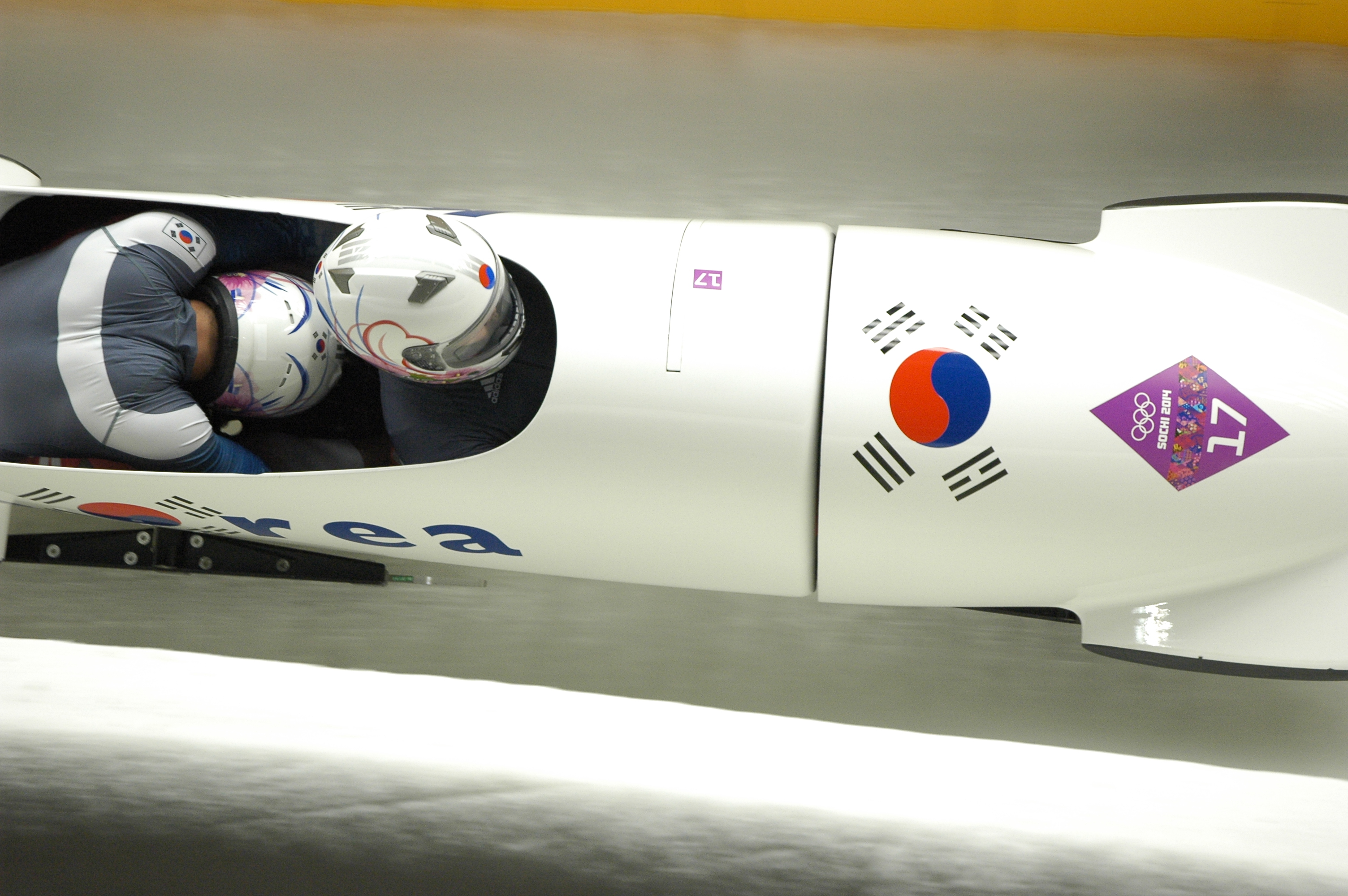
Won e Seo Young-woo in gara nel bob a due ai Giochi di

Ha partecipato a due edizioni dei Giochi olimpici invernali: a Soči 2014 si classificò sedicesimo nel bob a due e diciottesimo nel bob a quattro. Quattro anni dopo, a Pyeongchang 2018, conquistò davanti al proprio pubblico la prima medaglia olimpica per la Corea del Sud (e in generale per una nazione asiatica) nella storia di questa disciplina: vinse infatti l'argento nel bob a quattro con i compagni Jun Jung-lin, Seo Young-woo e Kim Dong-hyun; nella gara biposto si piazzò invece al sesto posto con Seo Young-woo. Nel 2018 ha inoltre avuto l'onore di sfilare quale portabandiera della delegazione coreana durante la cerimonia inaugurale insieme al coreano del nord Hwang Chung-gum; hanno infatti sfilato reggendo entrambi la bandiera rappresentante l'unione simbolica delle due coree.

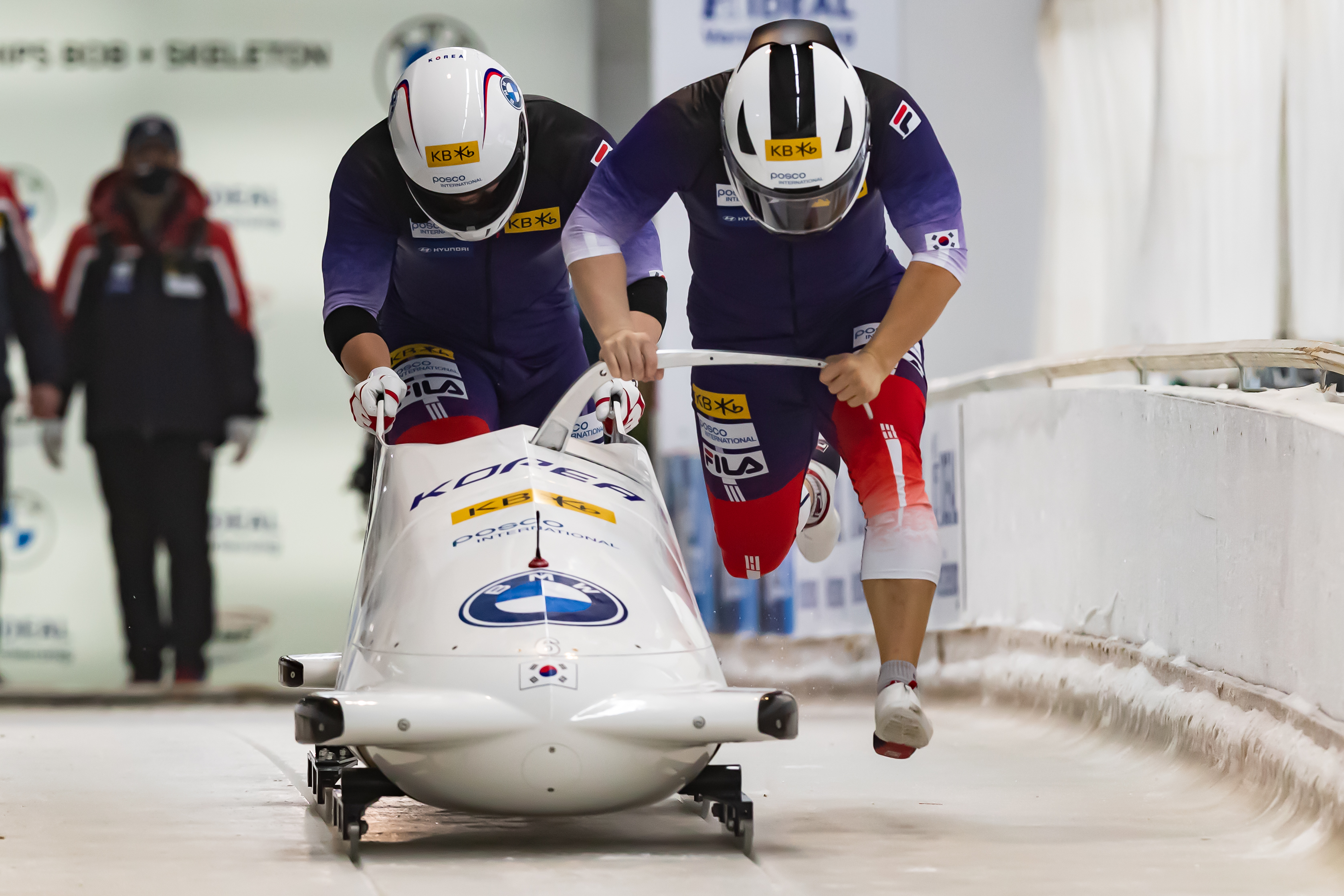
Won Yun-jong (davanti) e Seo Young-woo in gara ai campionati mondiali di Altenberg 2021

Prese inoltre parte a otto edizioni dei campionati mondiali. Nel dettaglio i suoi risultati nelle prove iridate sono stati, nel bob a due: gara non conclusa a Sankt Moritz 2013, quinto a Winterberg 2015, settimo a Igls 2016, ventunesimo a Schönau am Königssee 2017, settimo a Whistler 2019, quattordicesimo ad Altenberg 2020 e quindicesimo ad Altenberg 2021; nel bob a quattro: diciassettesimo a Lake Placid 2012, diciottesimo a Winterberg 2015, diciottesimo a Igls 2016, settimo a Whistler 2019, ottavo ad Altenberg 2020 e nono ad Altenberg 2021.

## Palmarès

### Olimpiadi
- 1 medaglia:
  - 1 argento (bob a quattro a Pyeongchang 2018).

### Coppa del Mondo
- Vincitore della classifica generale nel bob a due maschile nel 2015/16;
- Miglior piazzamento in classifica generale nel bob a quattro maschile: 6º nel 2018/19;
- Miglior piazzamento in classifica generale nella combinata maschile: 6º nel 2018/19;
- 6 podi (tutti nel bob a due):
  - 2 vittorie;
  - 4 terzi posti.

#### Coppa del Mondo - vittorie
| Data             | Luogo                | Paese    | Disciplina              |
| ---------------- | -------------------- | -------- | ----------------------- |
| 22 gennaio 2016  | Whistler             | Canada   | a due con Seo Young-Woo |
| 27 febbraio 2016 | Schönau am Königssee | Germania | a due con Seo Young-Woo |

### Circuiti minori

#### Coppa Europa
- Miglior piazzamento in classifica generale nel bob a due: 8º nel 2014/15;
- Miglior piazzamento in generale nel bob a quattro: 30º nel 2014/15;
- Miglior piazzamento in generale nella combinata maschile: 16º nel 2014/15;
- 2 podi (nel bob a due):
  - 1 secondo posto;
  - 1 terzo posto.

#### Coppa Nordamericana
- Vincitore della classifica generale nel bob a due nel 2013/14;
- Miglior piazzamento in generale nel bob a quattro: 2º nel 2013/14;
- Vincitore della classifica generale nella combinata maschile nel 2013/14;
- 17 podi  (8 nel bob a due, 9 nel bob a quattro):
  - 6 vittorie (5 nel bob a due, 1 nel bob a quattro);
  - 6 secondi posti (2 nel bob a due, 4 nel bob a quattro).
  - 6 terzi posti (1 nel bob a due, 5 nel bob a quattro).